# Route nationale 453
Die N453 war von 1933 bis 1973 eine französische Nationalstraße, die zwischen Nuits und der N452 südlich von Les Riceys verlief. Ihre Gesamtlänge betrug 33,5 Kilometer. Erneute Verwendung fand die Nummer für die alte Trasse der N113 zwischen Arles und Saint-Martin-de-Crau. Sie hatte zwei Seitenäste, die die Ortsdurchfahrt in Arles (N2453) und Saint-Martin-de-Crau (N1453) bildeten. 2006 erfolgte die Abstufung zur D453 (Seitenäste zu Kommunalstraßen).